# 2024 en politique
Cet article présente les faits marquants de l'année 2024 en politique.

## Décès

### Janvier
- 1er janvier : 
  - Riad al-Turk (homme politique syrien)
  - Basdeo Panday (acteur et homme politique trinidadien)
- 2 janvier : 
  - Saleh al-Arouri (homme politique palestinien, membre du Hamas)
  - Sartaj Aziz (diplomate, homme politique et économiste pakistanais)
  - Rizal Ramli (homme politique et économiste indonésien)
- 5 janvier : 
  - Vinod Patel (entrepreneur et homme politique fidjien)
  - Giulio Santagata (homme politique italien)
  - Oleksandr Tkatchenko (homme politique ukrainien)
- 6 janvier : Joseph Owona (homme politique et juriste camerounais)
- 9 janvier : 
  - Agnes Asangalisa Chigabatia (femme politique ghanéenne)
  - Frédéric Guirma (diplomate, écrivain et homme politique burkinabé)
- 10 janvier : 
  - Marat Baglaï (homme politique russe)
  - Paul Günter (homme politique suisse)
  - Louis Le Pensec (homme politique français)
- 11 janvier : 
  - Jean-Luc Laurent (homme politique français)
  - Guy Janvier (homme politique français)
  - Ed Broadbent (homme politique canadien)
- 13 janvier : Jean-Jacques Bénetière (homme politique français)
- 16 janvier :
  - Vaino Väljas (homme politique soviétique et estonien)
  - Jean-Baptiste Bokam (homme politique camerounais)
- 17 janvier : Tony Lloyd (homme politique britannique)

- Cet article est partiellement ou en totalité issu de l'article intitulé « Décès en 2024 » (voir la liste des auteurs).